# Duritate
Duritatea este rezistența opusă de o probă dintr-un material unei acțiuni mecanice penetrante superficiale, exercitate de un corp mai puțin deformabil, numit penetrator. Dintre diferitele încercări de duritate, cel mai des utilizate sunt încercarea Brinell, încercarea Vickers și încercarea Rockwell. Rezistența la penetrare se poate manifesta față de acțiuni de șlefuire, zgâriere, tocire prin utilizare repetată. La uneltele ascuțite este rezistența la tocire a muchiilor tăietoare. În cadrul geologiei, duritatea mineralelor se măsoară după o scară de duritate de la 1 la 10, numită „Scara lui Mohs”.

### Scara lui Mohs

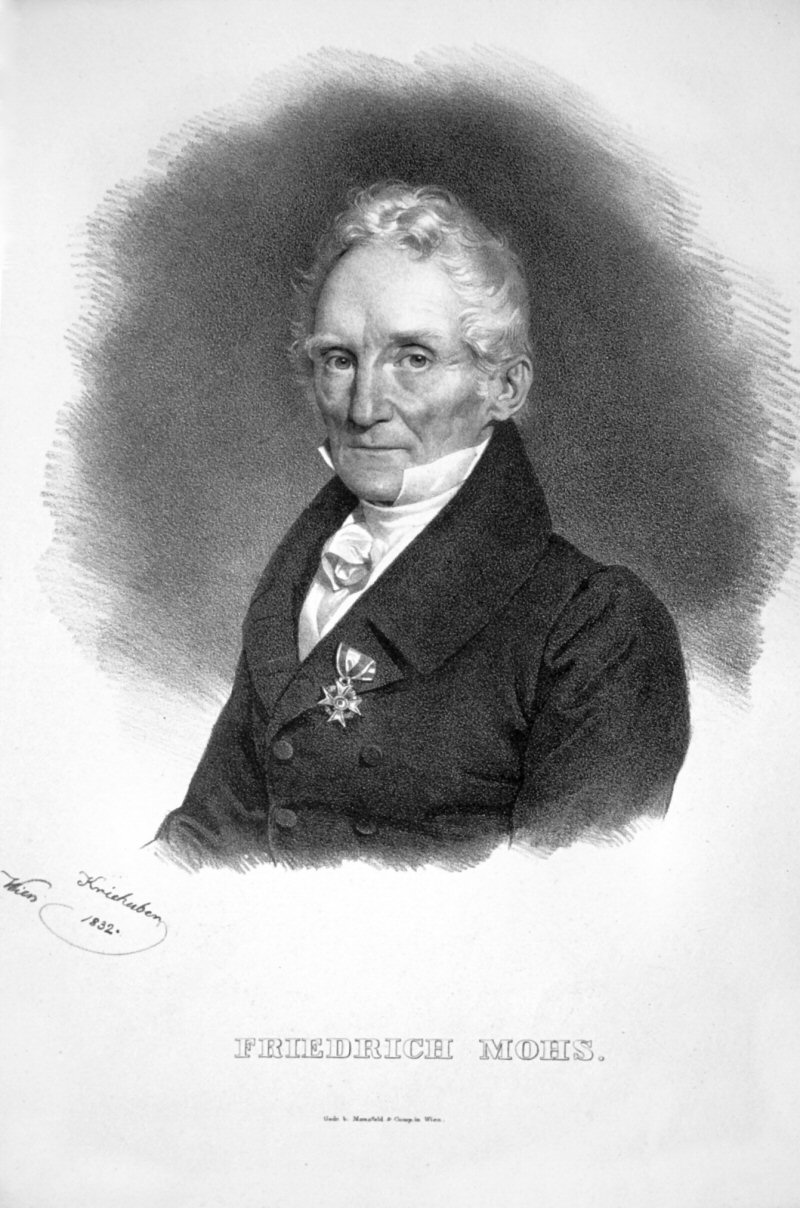
Friedrich Mohs

Friedrich Mohs (1773-1839) a fost un mineralog austriac.
| Mineral           | Scara (Mohs) | Duritate absolută | Scara Vickers în HV | Notări                                   |
| ----------------- | ------------ | ----------------- | ------------------- | ---------------------------------------- |
| Talc              | 1            | 0,03              | 2,4                 | se zgârie cu unghia                      |
| Gips sau Halit    | 2            | 1,25              | 36                  | se zgârie cu unghia                      |
| Calcit            | 3            | 4,5               | 109                 | se zgârie cu o monedă de cupru           |
| Fluorină          | 4            | 5,0               | 189                 | se zgârie cu un cuțit                    |
| Apatit sau Mangan | 5            | 6,5               | 536                 | se zgârie greu cu un cuțit               |
| Feldspat          | 6            | 37                | 795                 | se zgârie cu o pilă                      |
| Cuarț             | 7            | 120               | 1.120               | zgârie sticla                            |
| Topaz             | 8            | 175               | 1.427               |                                          |
| Corindon          | 9            | 1.000             | 2.060               |                                          |
| Diamant           | 10           | 140.000           | 10.060              | Mineralul cel mai dur întâlnit în natură |